# Zosinki
Zosinki (prononciation : [zɔˈɕinki]) est un village polonais de la gmina de Rychwał dans le powiat de Konin de la voïvodie de Grande-Pologne dans le centre-ouest de la Pologne.
Il se situe à environ 5 kilomètres au sud de Rychwał (siège de la gmina), à 22 kilomètres au sud de Konin (siège du powiat) et à 94 kilomètres au sud-est de Poznań (capitale régionale).
Le village possède une population de 160 habitants.

## Histoire
De 1975 à 1998, le village faisait partie du territoire de la voïvodie de Konin.

Depuis 1999, Zosinki est situé dans la voïvodie de Grande-Pologne.